# Дозиметр

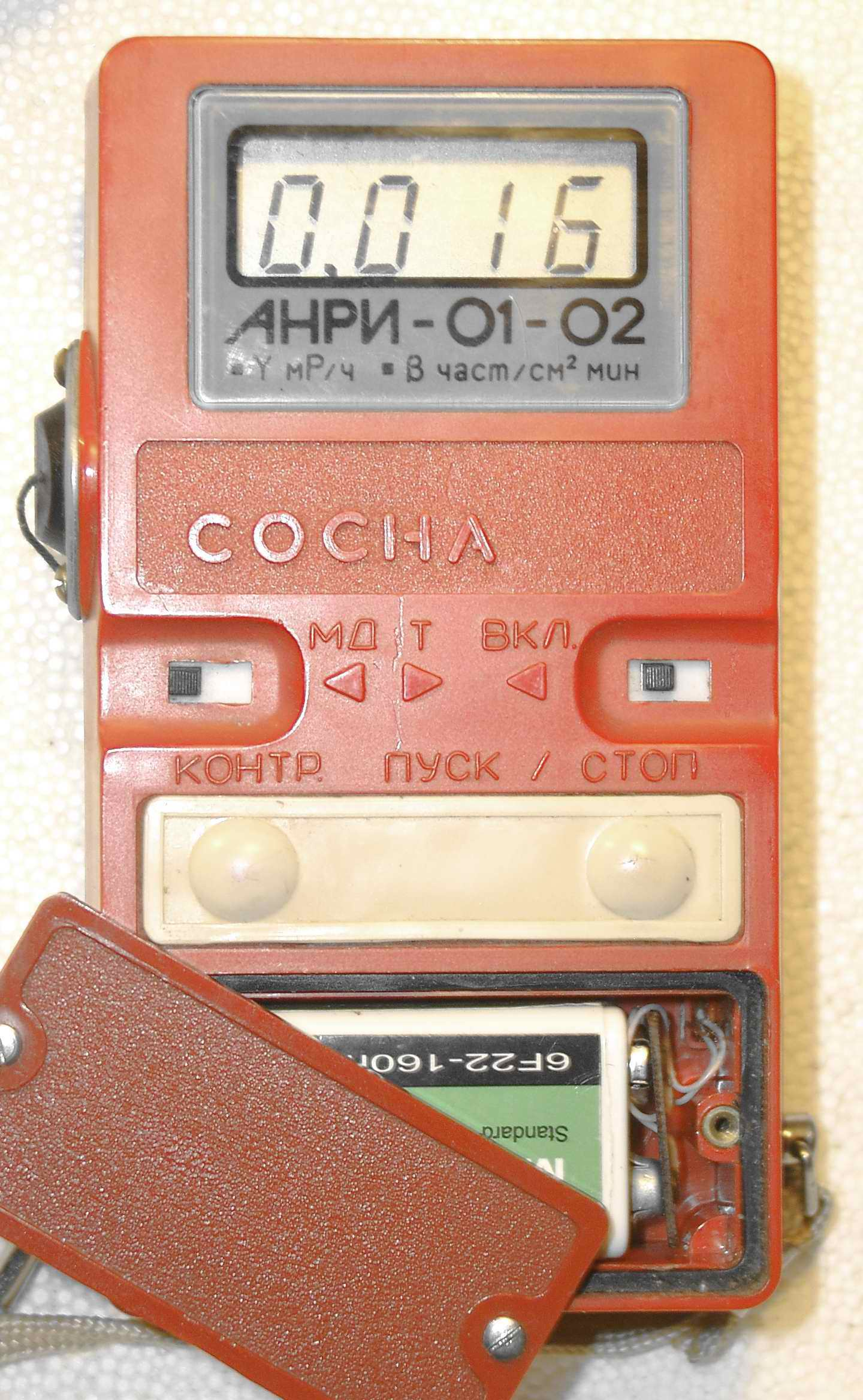
Бытовой дозиметр-радиометр Анри-01-02 «Сосна» (Российская Федерация, 1992). Батарейный отсек приоткрыт. Показывает 16 микрорентген/час.

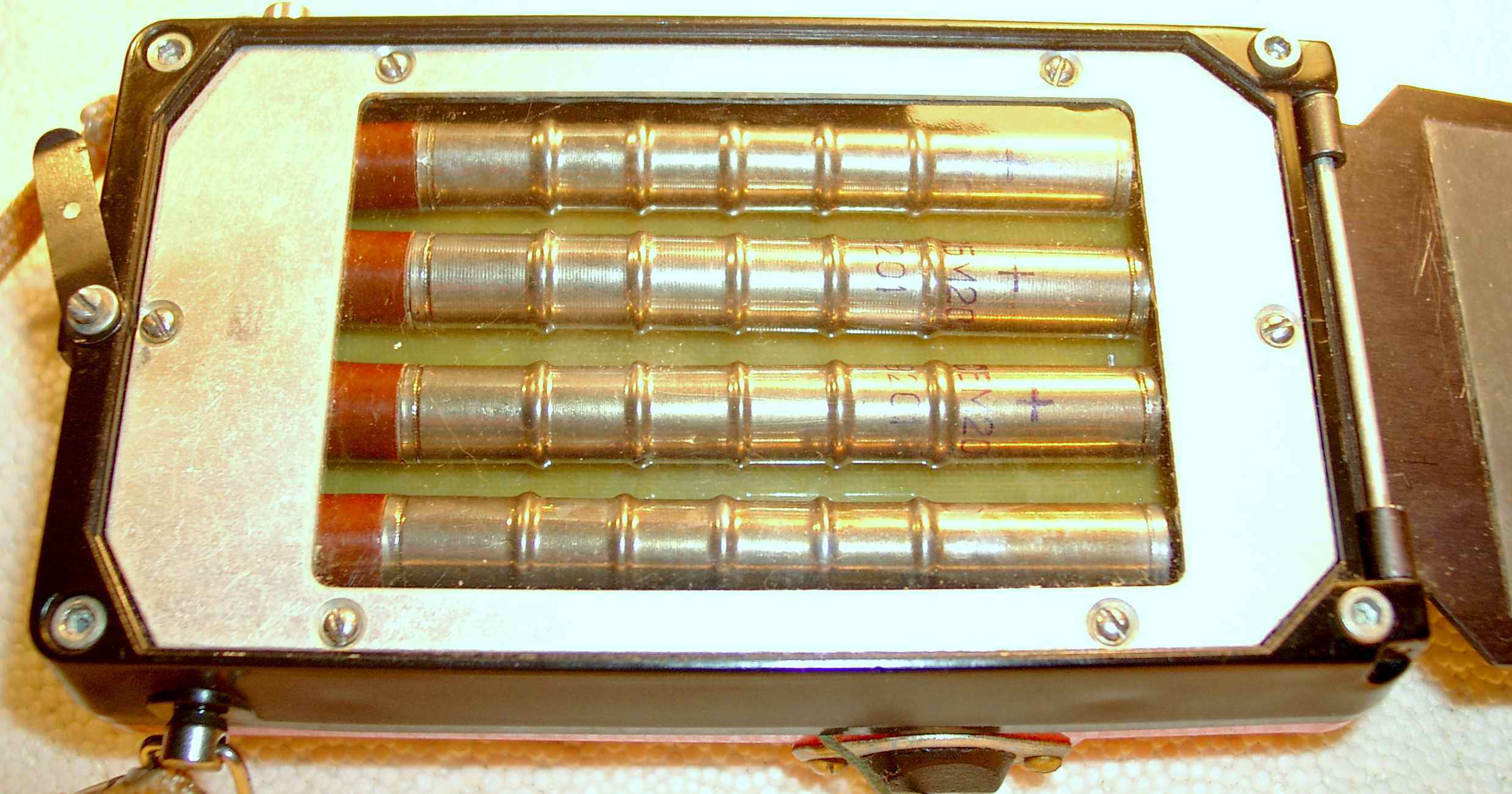
Блок детекторов прибора Анри-01-02 «Сосна». Хорошо видны 4 счётчика Гейгера СБМ-20 и часть корректора спектра чувствительности (свинцовая фольга справа).

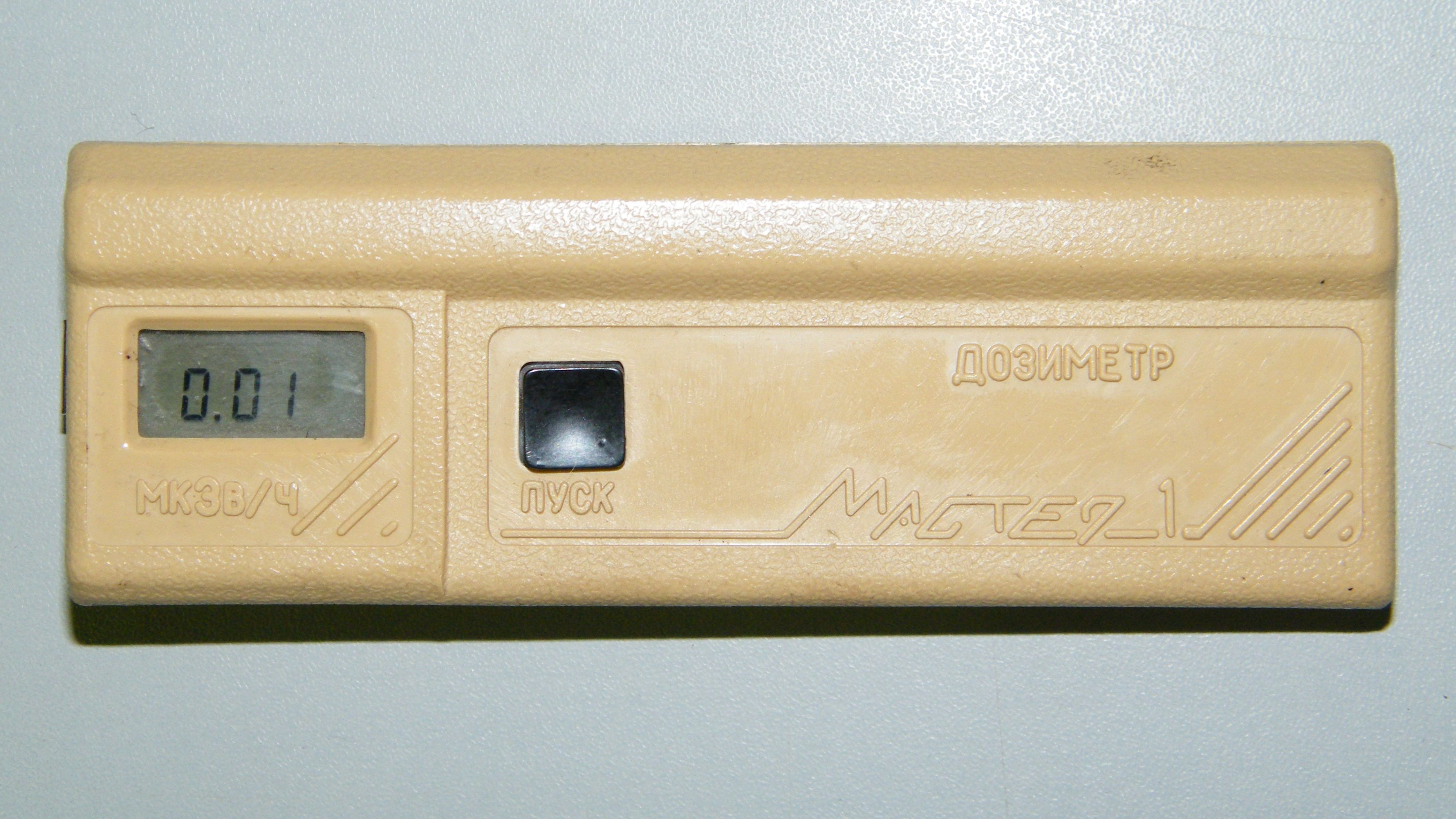
Дозиметр «Мастер-1»

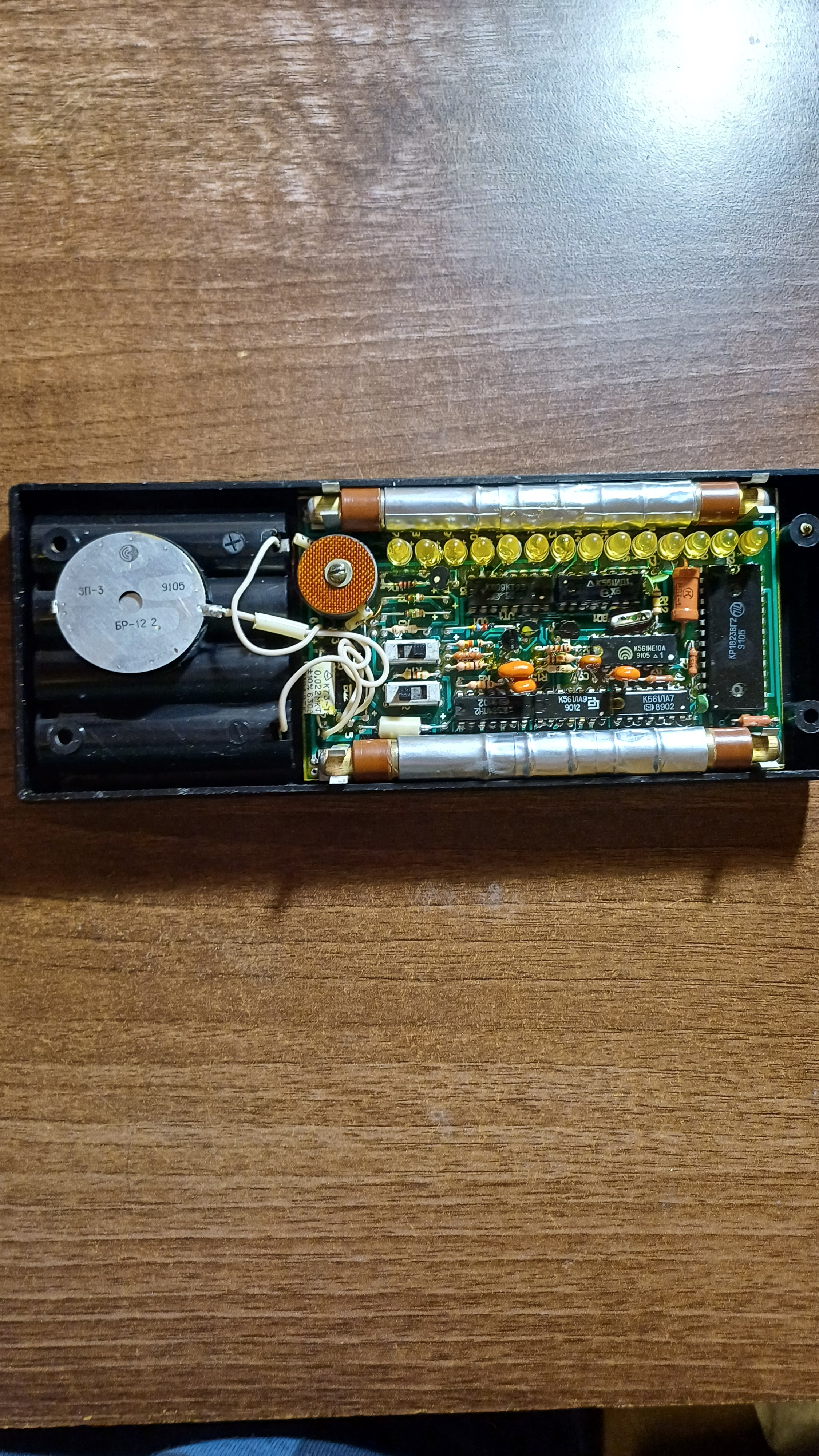
Дозиметр «Палессе 26К-86» с двумя счетчиками Гейгера.

Дози́метр — прибор для измерения экспозиционной дозы, кермы фотонного излучения, поглощенной дозы и эквивалента дозы фотонного или нейтронного излучения, а также измерение мощности перечисленных величин. Само измерение называется дозиметрией.

## Доза и индикация дозиметра
В отличие от поглощённой дозы, нормируемые в радиационной безопасности эквивалентная и эффективная дозы не являются измеримыми на практике. Для их консервативной оценки введены так называемые операционные величины, в единицах измерения которых откалибровано оборудование радиационного контроля (дозиметры). В настоящее время стандартизированы и используются следующие операционные величины:
- амбиентный эквивалент дозы H*(10);
- направленный эквивалент дозы H'(0.07,Ω);
- индивидуальный эквивалент дозы, Hp(d).

Первые две величины используются при мониторинге среды, а третья при индивидуальной дозиметрии (например, с использованием персональных носимых дозиметров).
С помощью измеренных операционных величин можно консервативно оценить значение полученной эффективной дозы. Если значение операционной величины меньше установленных пределов, то никакого дополнительного пересчета при этом не требуется.
Ранее выпускавшиеся дозиметры могли быть откалиброваны в единицах максимальной эквивалентной дозы (Hмакс), показателя эквивалентной дозы (ПЭД), либо полевой эквивалентной дозы, кроме того использовалась величина экспозиционной дозы (X).

## Описание бытовых дозиметров
Бытовые приборы, как правило, имеют световую и/или звуковую индикацию и дисплей для отсчёта измерений. Размер и исполнение варьирует от наручного браслета до «карманного» исполнения. Время непрерывной работы от одной батареи от нескольких часов до нескольких месяцев.
Как правило, бытовые приборы не позволяют оценить дозу, полученную при контакте с нейтронными источниками. Оценка фотонного, α и β-излучения зависит от наличия дополнительных фильтров и характера используемых датчиков. Например, приборы сконструированные на датчике СБМ-20, и выполненные в сплошном пластиковом корпусе, настроены на измерение только одного вида ИИ — фотонного (жесткого γ-излучения).
Диапазон измерения бытовых дозиметров, как правило, зависит от характера используемых в приборе датчиков. Например, для датчика СБМ-20 предел 4*103 имп/сек, где 60 имп/мкР пределом измерения будет ≈66 мкР/сек вне зависимости от градуировки на экране. При подходе к пороговым значениям возникнет срыв детекции, что обусловлено образованием тлеющего разряда в детекторе. Значения мощности дозы на экране будут резко уменьшаться.

## Общий принцип измерения

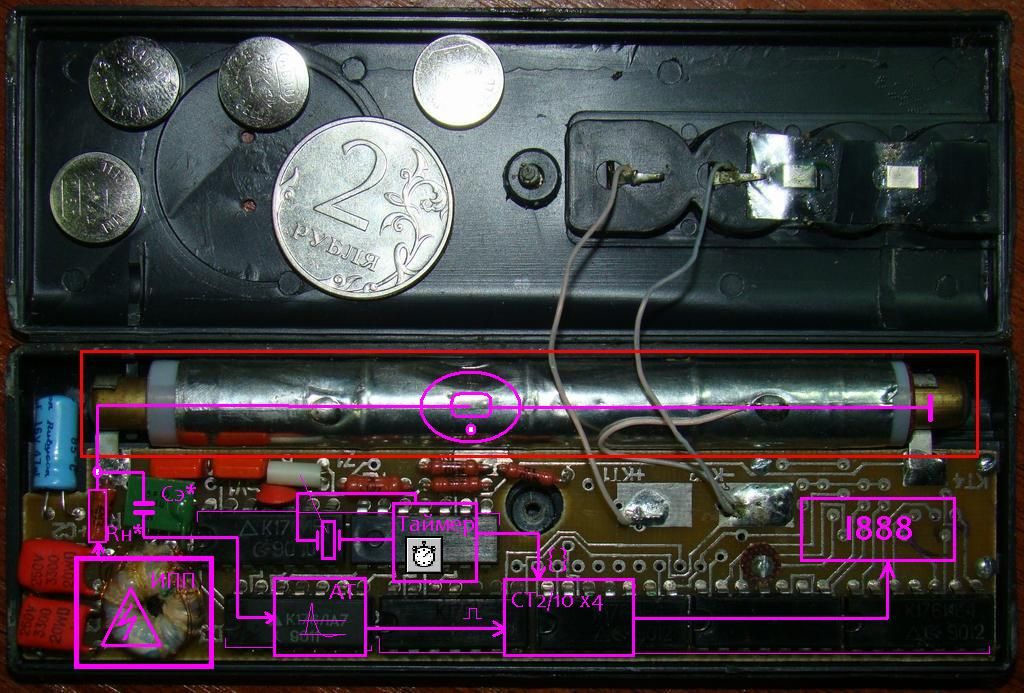
Вид на монтаж дозиметра «Мастер-1» (структурная схема принципа измерения)

В качестве регистрирующего элемента излучения в дозиметрах применяются газоразрядные индикаторы ионизирующего излучения, основанные на эффекте лавинного пробоя ионизированного пространства, при напряжённости поля, близкой к критической, но не превышающей её. Для этого в межэлектродном пространстве счётчика Гейгера поддерживается напряжённость поля в состоянии насыщения, но ниже границы самостоятельного пробоя (тлеющего разряда). Это и есть границы плато Гейгера — горизонтального участка на вольт-амперной характеристике этих датчиков.
В этом состоянии в пространстве датчика поддерживается напряжённость поля, предельная для данного расстояния между электродами, но недостаточная для возникновения между ними самостоятельного пробоя, и датчик удерживается в запертом пограничном состоянии.
При попадании в пространство датчика ионизирующего излучения, под его воздействием возникает вынужденная ионизация (появление свободных носителей заряда) и в заряженном электрическом поле по треку возникает лавинный пробой, ориентированный в направлении «катод-анод» электростатическим полем, под воздействием которого попадают эти свободные носители заряда и привлечённые цепной ионизацией носители заряда зоны пролёта. А поскольку собственная ёмкость (Cгаш) датчика минимальна, при правильно подобранном сопротивлении Rн происходит полный разряд электростатического потенциала датчика, по истощении которого пробой затухает, полностью сбрасывая потенциал до нижнего края плато. Таким образом датчик на время пробоя переходит в замкнутое состояние, чем формирует импульс, пропускаемый конденсатором Cэ, который при этом тоже разряжается, благодаря чему импульс, соответствующий частице или гамма-кванту количественно, поступает на вход аттенюатора, а у датчика при этом наступает мёртвое время измерения (время перезаряда пространственного конденсатора до нижнего края плато, в которое он не способен регистрировать излучение).
Аттенюатор выравнивает импульс по амплитуде и фронтам до прямоугольного и передаёт в таком виде на счётчик импульсов, воспринимающий эти импульсы как счётные строго определённое время, определяемое таймером и заданное в зависимости от рабочего объёма датчика/датчиков таким образом, чтобы результат измерения соответствовал фактическому значению дозы излучения в заявленных величинах. То есть фактически счётчик считает количество импульсов (зарегистрированных квантов) за единицу времени в рабочем объёме датчика, либо (в случае однодетекторной схемы) «подтормаживая» отсчёт времени на единицу мёртвого времени (от фронта до спада фактического счётного импульса приостанавливая таймер) тем же аттенюатором, либо (в случае многодетекторной схемы) на время перезаряда регистрирует импульсы оставшимися в ждущем режиме датчиками. Начальное общее (предзаданное) время измерения инженерно задаётся жёстко (кварцованным таймером), как калиброванная постоянная величина, непосредственно связанная с суммарным рабочим объёмом датчиков. По окончании времени измерения отсчёт и высоковольтный генератор питания датчиков запираются, и выдаётся сигнал (если это конструктивно возможно) об окончании измерительного цикла.
Поскольку фактическое время цикла измерения составляет, в зависимости от схемы датчиков от одной (АНРИ 01 02 с системой датчиков 4+2) до пяти минут (тот же Мастер-1, на примере которого показана базовая структурная схема с одним датчиком), данные приборы практически не применимы для поисковых целей и предназначены именно для измерения дозы фонового излучения всенаправленной системой датчиков, приведённой к их рабочему объёму, либо уровня излучения стационарно размещённого относительно прибора источника излучения всё время экспозиции.

## Устройство

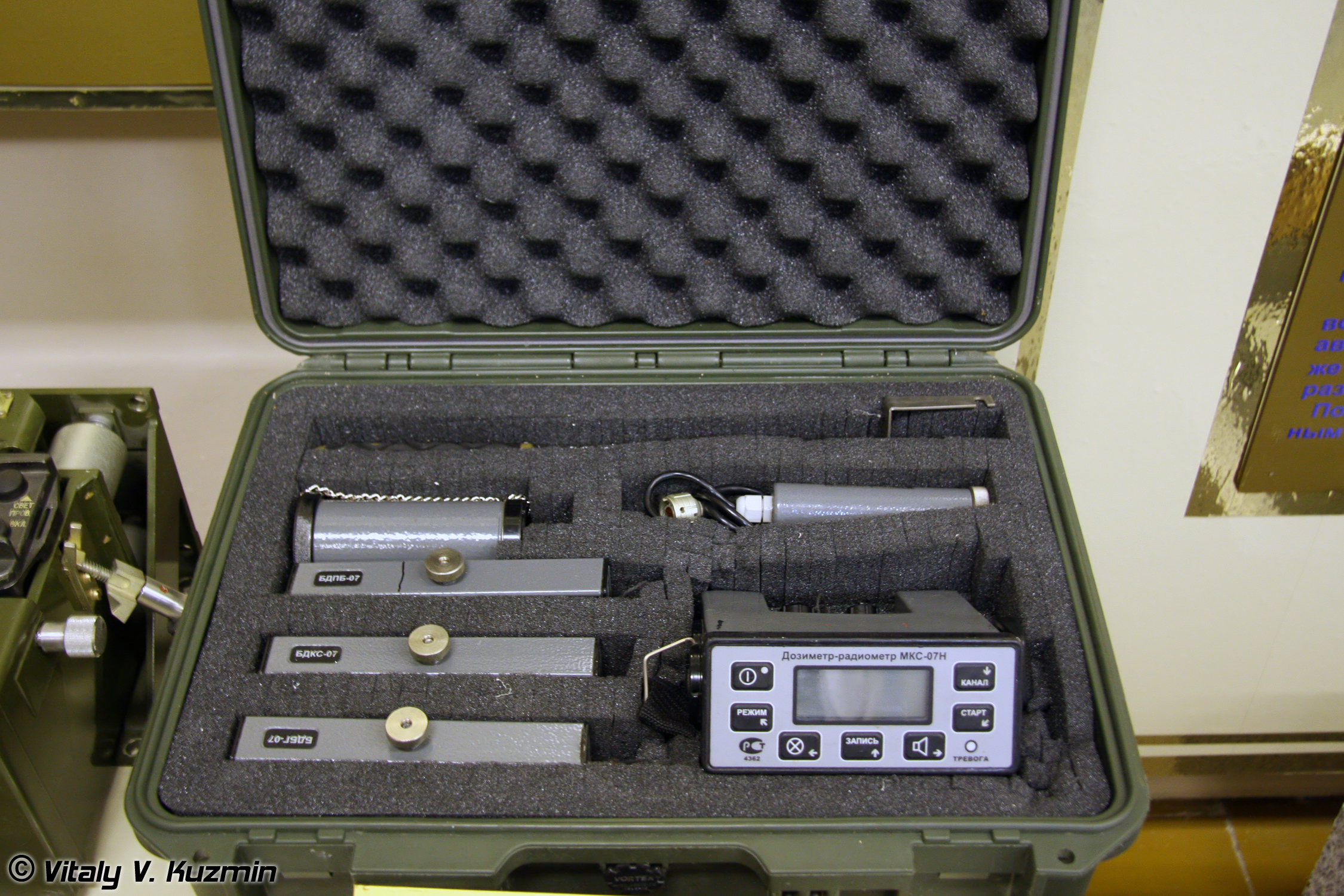
Измеритель мощности дозы ИМД-7 (дозиметр-радиометр МКС-07Н). Измерение мощности амбиентного эквивалента дозы рентгеновского и γ-излучения, плотности потока α-, β-частиц

Дозиметр может включать в себя:
- один или несколько детекторов на разные типы излучения
- съемные фильтры для оценки структуры излучения
- систему индикации дозы
- счётное устройство
- контрольный источник ионизирующего излучения для калибровки детектора сцинтилляционного типа

Примером может служить химический дозиметр ИД-11 (алюмофосфатное стекло, активированное серебром), регистрирующий воздействие гамма- и смешанного гамма-нейтронного излучения. Измерение зарегистрированной дозы производится с помощью измерительного устройства ИУ-1 (или ГО-32) в диапазоне от 10 до 1500 рад. Доза излучения суммируется при периодическом облучении и сохраняется в дозиметре в течение 12 месяцев. Масса ИД-11 равна 25 г. Масса ИУ-1 — 18 кг.
Детекторами ионизирующих излучений (чувствительными элементами дозиметра, служащими для преобразования явлений, вызываемых ионизирующими излучениями в электрический или другой измеряемый сигнал) могут являться различные по устройству и принципам работы датчики:
- Газоразрядные детекторы ионизирующих излучений
  - ионизационная камера (прямопоказывающий индивидуальный дозиметр «ДКС-101» или «ДДГ-01Д»
  - датчики Гейгера — Мюллера (например, «бета-1» для α,β,γ-излучения или «СБМ-20» для β,γ-излучения или СНМ-50 для нейтронного излучения)
- Сцинтилляционные детекторы и счетчики
- Полупроводниковые детекторы излучений
- Детекторы на основе алмаза
- Фотодиодные детекторы
- Интегрирующие детекторы для индивидуальной дозиметрии[13]
  - Фотопленочные
  - Камерно-ионизационные
  - Термолюминесцентные
  - Радиофотолюминесцентные
  - Электретные
  - Трековые

В СССР бытовые дозиметры получили наибольшее распространение после Чернобыльской аварии 1986 года. До этого времени дозиметры использовались только в научных или военных целях.

## Счётчики для дозиметрии всего организма

### ТBMA
Bomab (The BOttle MAnikin Absober) — фантом, разработанный в 1949 году и с тех пор принятый в Северной Америке, если не во всем мире[уточнить], как отраслевой стандарт (ANSI 1995) для калибровки дозиметров, использующихся для дозиметрии всего организма (whole body counting).
Фантом состоит из 10 полиэтиленовых бутылок, либо цилиндров или эллиптических баллонов, являющихся его головой, шеей, грудной клеткой, животом, бедрами, ногами и руками. Каждая секция заполнена радиоактивным раствором в воде, радиоактивность которого пропорциональна объёму каждой секции. Это имитирует однородное распределение материала по всему организму.
Примеры радиоактивных изотопов, использующихся для калибровки эффективности измерения: 57Co, 60Co, 88Y, 137Cs и 152Eu.

### Лёгочный счётчик
Лёгочный счётчик (en:Lung Counter) — система, предназначенная для измерения и подсчета излучения от радиоактивных газов и аэрозолей, вдыхаемых человеком и достаточно нерастворимых в тканях тела, чтобы покинуть лёгкие в течение нескольких недель, месяцев или лет. Состоит из детектора или детекторов излучения и связанной с ними электронной части.
Часто такая система размещается в нижних этажах помещений (для защиты от адронной компоненты космического фона) и окружена защитой от фонового гамма-излучения (толстые стенки из стали, свинца и других тяжёлых материалов) и нейтронного излучения (кадмий, бор, полиэтилен).
Так как лёгочный счетчик в основном используется для измерения радиоактивных веществ, излучающих низкоэнергетичные гамма- или рентгеновские лучи, фантом, используемый для калибровки системы, должен быть антропометрическим. Такой фантом человеческого туловища разработан, например, в Ливерморской национальной лаборатории им. Э. Лоуренса (Torso Phantom).

## Фотографии

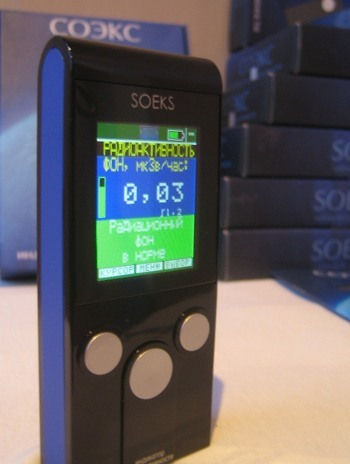
Современный индивидуальный дозиметр
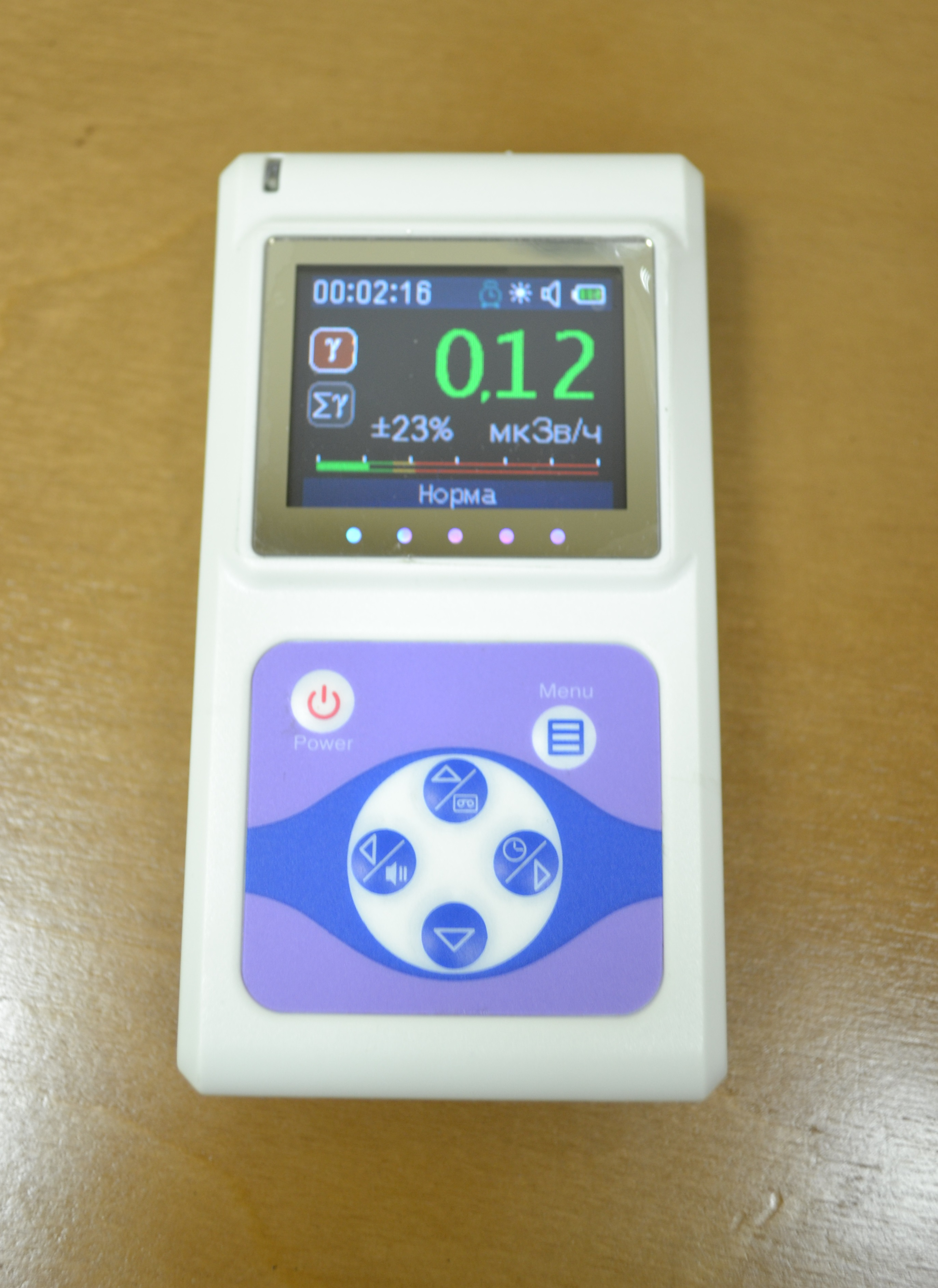
Один из видов современных дозиметров
Один из видов современных дозиметров
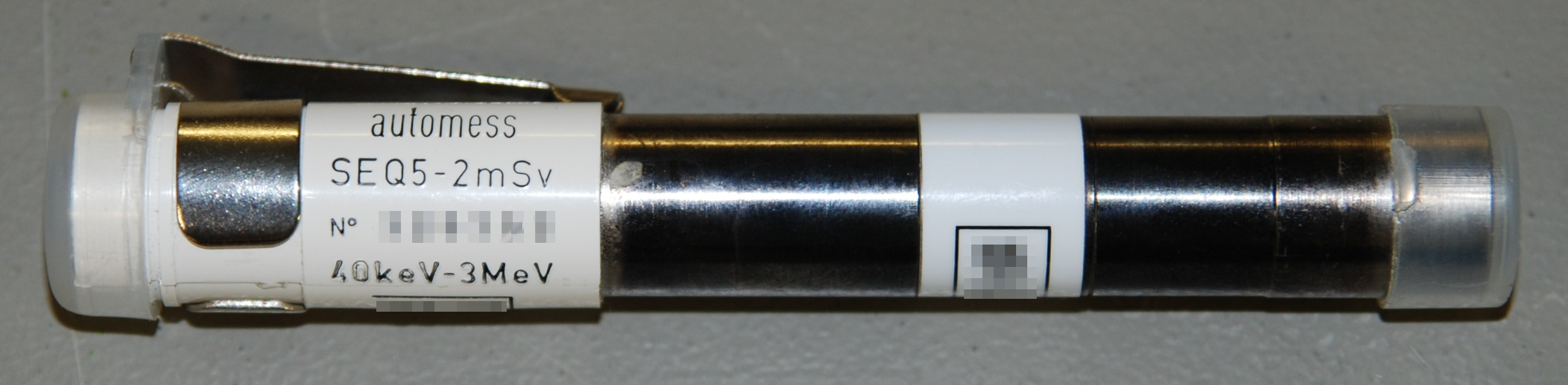
Ионизационный дозиметр, не прямопоказывающий, устарел, но по-прежнему используется на многих предприятиях
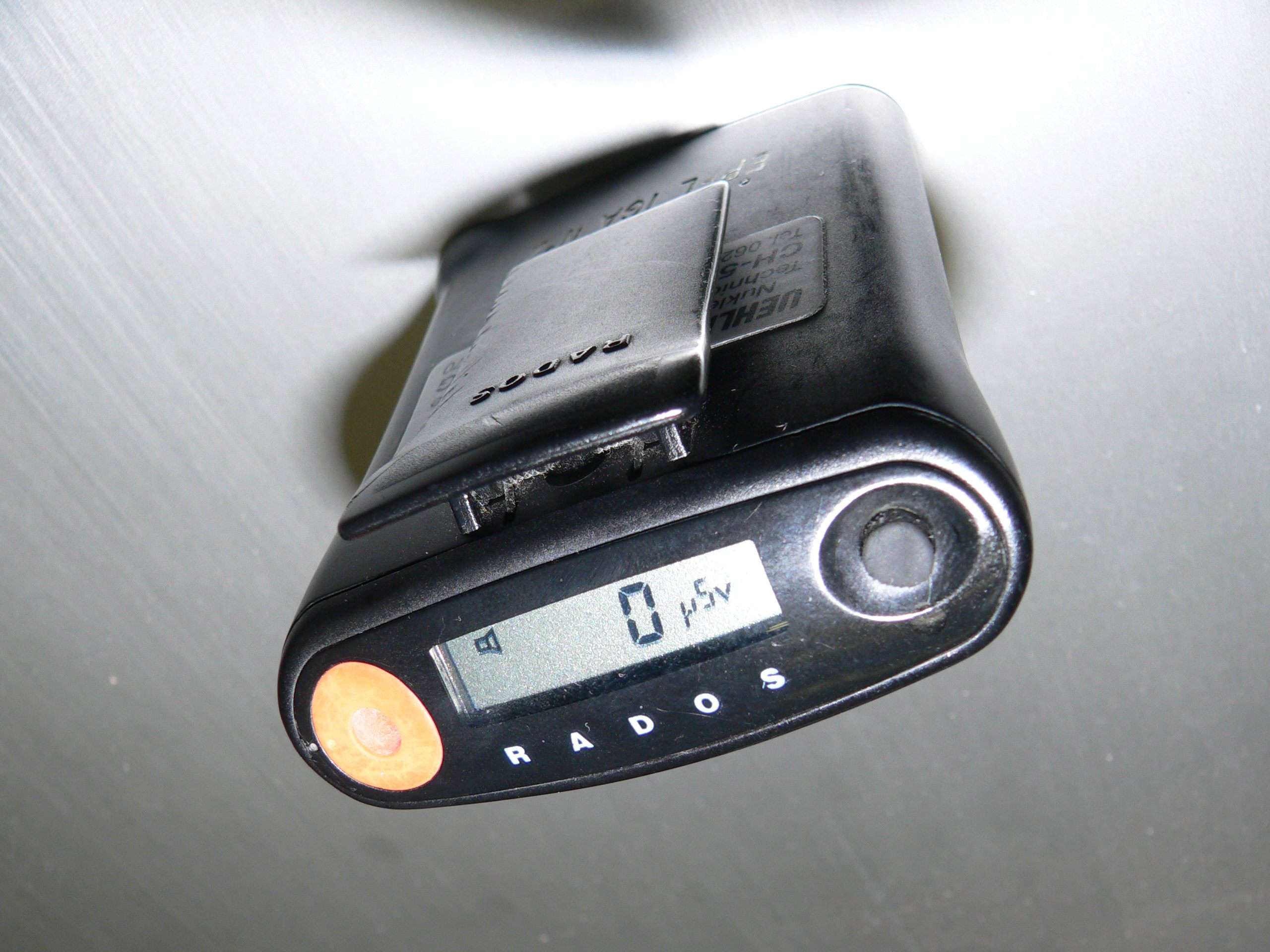
Один из видов современных прямопоказывающих дозиметров, применяется персоналом АЭС
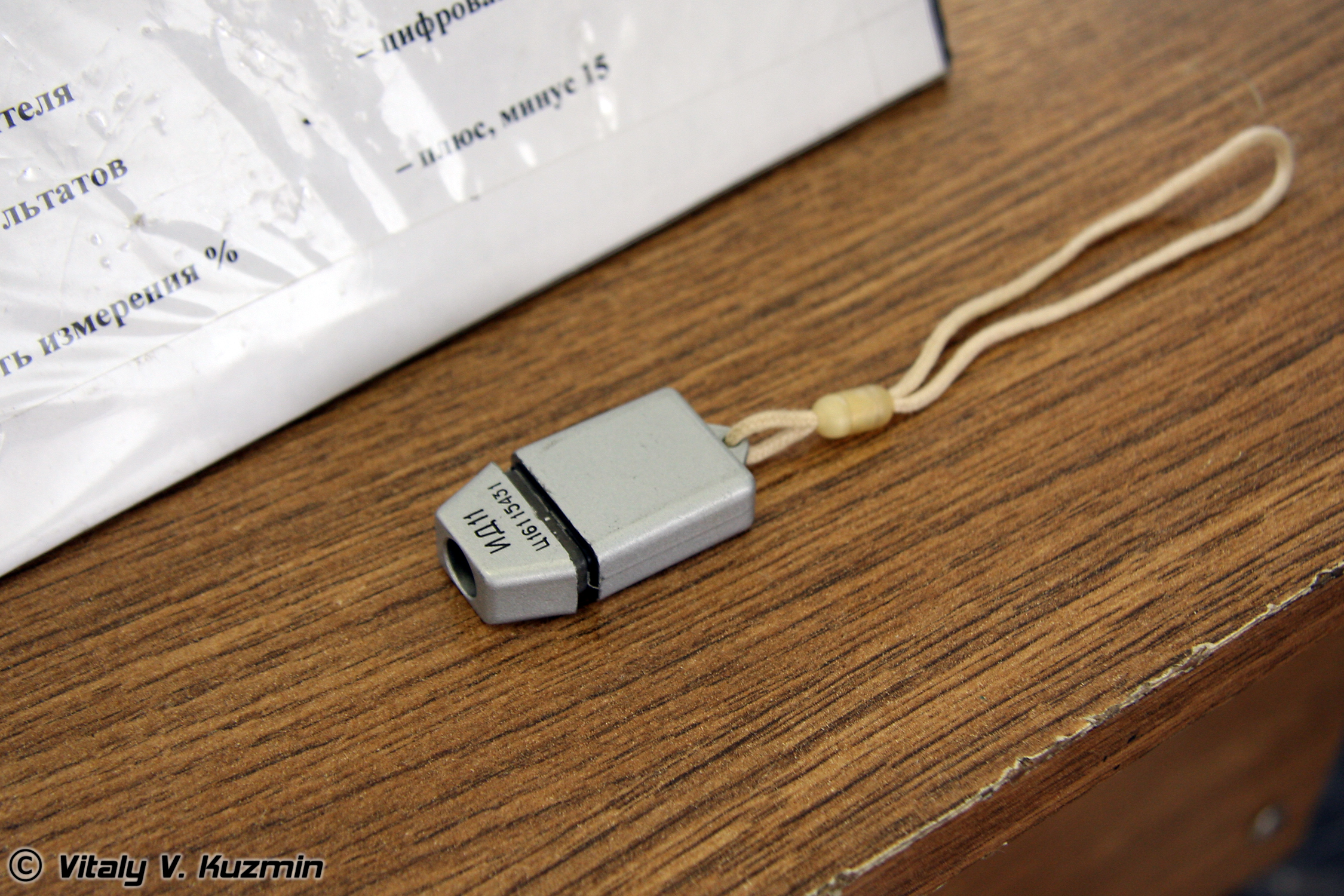
Индивидуальный измеритель поглощённой дозы гамма- и смешанного гамма-нейтронного излучения ИД-11
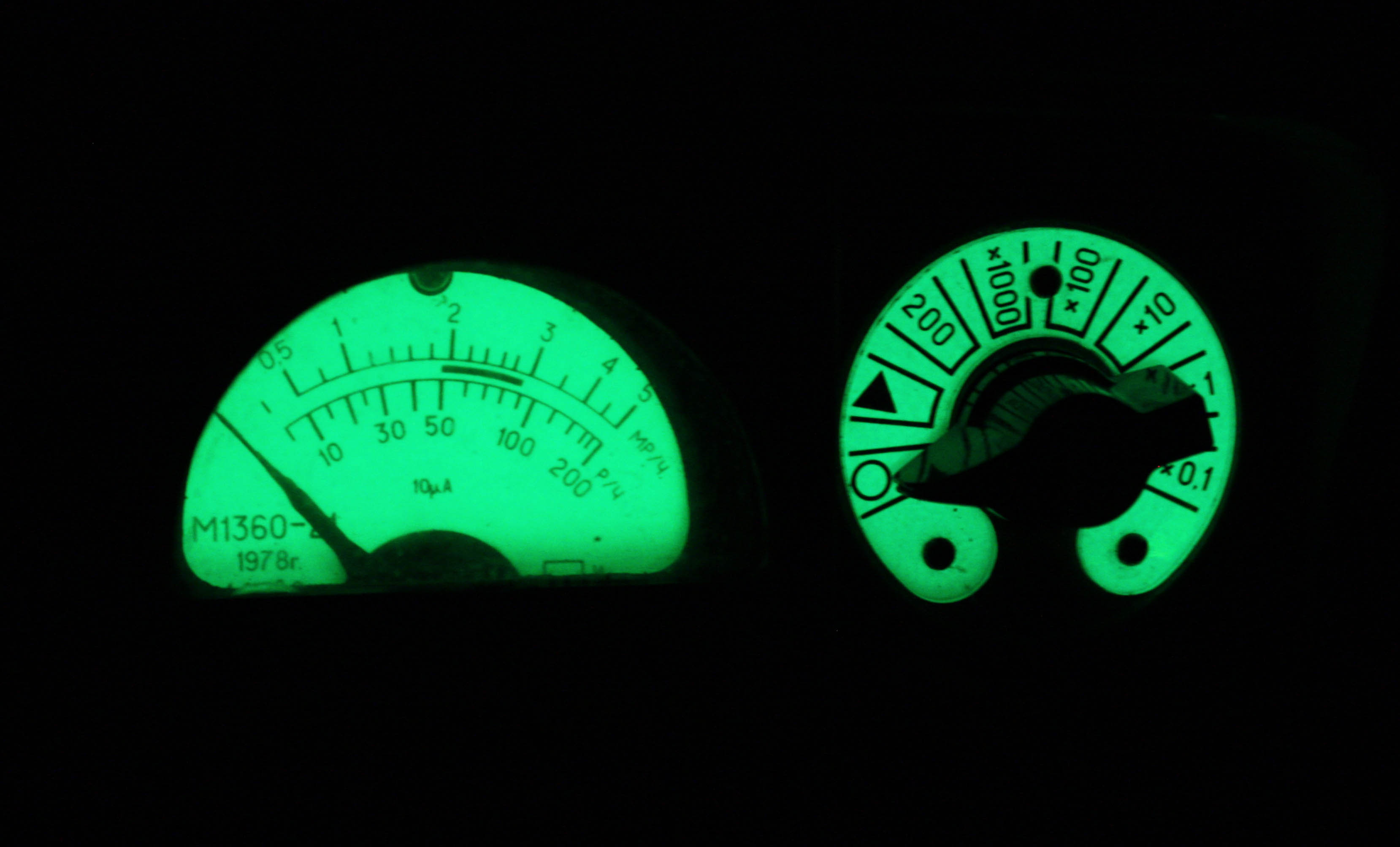
Фосфоресцирующая шкала измерителя мощности дозы ДП-5В